# Ahmet Taçyıldız
Ahmet Taçyıldız (ur. 16 maja 1988) – turecki zapaśnik startujący w stylu klasycznym. Zajął czternaste miejsce na mistrzostwach świata w 2010. Ósmy na mistrzostwach Europy w 2008. Akademicki wicemistrz świata w 2012 i trzeci w 2010. Czwarty w Pucharze Świata w 2010; ósmy w 2012 i dziesiąty w 2011. Mistrz świata juniorów w 2007 i 2008. Trzeci na ME w 2008. Wicemistrz Europy kadetów w 2005 roku.